# Station de nombres
Une station de nombres est une station radio d'origine incertaine et dont le signal, généralement émis en ondes courtes, consiste en des suites de nombres ou de lettres souvent groupés par 5, codés en Morse ou en alphabet radio. Lors des émissions phoniques, ces séquences sont énoncées par des voix artificielles. Il existe des stations de nombres dans de nombreuses langues.
Ces émissions seraient destinées à des activités d'espionnage. Cet usage n'a jamais été confirmé publiquement par un gouvernement, mais dans le procès en espionnage aux États-Unis en 2001 des Cuban Five, un groupe d'individus espionnant pour le compte de Cuba, il a été dit qu'ils recevaient et décodaient des messages diffusés depuis une station de nombres cubaine appelée « ¡Atención! ».
Les stations de nombres n'émettent pas en continu. Elles apparaissent et disparaissent au fil du temps sur diverses fréquences (généralement du spectre HF), mais certaines suivent cependant un programme régulier. Leur activité a augmenté à partir de 1960 avant de chuter à la suite de l'éclatement de l'Union soviétique

## Buts
Selon The Conet Project, les stations de nombres existent depuis la Première Guerre mondiale. Si cette affirmation est exacte, les stations de nombres comptent parmi les premières transmissions radio.
L'hypothèse a été émise que ces stations servent à des agences gouvernementales pour transmettre des messages à des espions, de façon simple et efficace. Selon cette théorie, les messages sont chiffrés avec un masque jetable. Une autre théorie suppose que certaines des stations sont liées à des opérations de trafic de drogue.
Par exemple, la station « ¡Atención! » aurait été utilisée pour envoyer des messages à des espions cubains démasqués en 1998.

## Dénominations
Les stations de nombres reçoivent parfois des surnoms par les passionnés, sur la base d'un élément distinctif, souvent leur signal d'intervalle. Par exemple, la station Lincolnshire Poacher joue les deux premières mesures de la chanson The Lincolnshire Poacher (en) avant chaque séquence de nombres. La station Magnetic Fields fait de même avec l'album Les Chants magnétiques du musicien Jean-Michel Jarre. Atención débute ses transmissions par le mot espagnol « ¡Atención! ».

## Formats
Les stations de nombres suivent souvent un format simple. Le prélude ou l'introduction d'une transmission inclut une sorte d'identifiant qui peut prendre une forme numérique ou codée (comme « Charlie India Oscar » ou « 250 250 250 »), des phrases caractéristiques (« ¡Atención! », « 1234567890 », etc.) ou des sons ou phrases musicales (par exemple The Lincolnshire Poacher ou Magnetic Fields). Le prélude peut être répété pendant un certain temps avant que le message ne débute.
Le corps du message est souvent précédé par l'annonce de sa taille. Le message est ensuite transmis, sous la forme de groupes de quatre ou cinq chiffres ou lettres en alphabet radio (voix artificielles) ou Morse. Les groupes sont typiquement répétés. Certaines stations envoient plus d'un message par transmission.
Après les messages, les stations annoncent la fin des transmissions de diverses façons, comme l'émission du mot « fin » (ou n'importe quelle variation dans la langue utilisée), ou du groupe « AR » en télégraphie. Certaines stations, tout particulièrement celles qu'on pense provenir de l'ancienne Union soviétique, concluent par une série de zéros ; d'autres terminent par de la musique ou d'autres sons.

## Impact culturel
- Boards of Canada : les musiciens ont intégré des échantillons (samples) dans plusieurs titres dont Gyroscope[8].
- L'épisode 6 de la saison 3 de la série télé Fringe porte sur les stations de nombres et s'intitule Fréquence pirate (en anglais : "6955 kHz").
- La série télé Lost : Les Disparus : dès le début de la saison 1, les naufragés découvrent l'abri souterrain et la radio émettrice qui débite des nombres.
- Dans le deuxième épisode de la  première saison de la série Covert Affairs, des messages sont transmis par l'IRA à un de leurs agents aux États-Unis grâce aux radios de nombres.
- Dans la série The Americans, des messages sont transmis par le KGB à leurs agents aux États-Unis grâce aux radios de nombres.
- Dans l'épisode 8 de la saison 7 de la série MI-5, des agents dormants russes disséminés sur le sol britannique sont réveillés par le FSB grâce à un code secret diffusé par une radio de nombres.
- Le film Code ennemi en 2013 a pour sujet les stations de nombres.
- Dans le jeu vidéo Call of Duty: Black Ops, les stations de nombres sont largement évoquées durant le mode histoire. Une cinématique qui apparaît parfois avant les menus montre également une femme débitant des nombres dans ce qui semble être un bureau d'émission radio.
- Dans le jeu vidéo Call of Duty : Modern Warfare, le mode de jeu Warzone contient des bunkers accessibles grâce à des codes obtenables sur des téléphones dissimulés en plusieurs points de la carte. Les appels reçus sur ces téléphones sont inspirés des diffusions des stations de nombres. En effet, le joueur utilisant l'un de ces téléphones entendra des personnes s'exprimant en Russe avant qu'un jingle suivi d'une suite de nombres en russe soit émis.
- La série Scandal y fait également référence.
- Plusieurs épisodes (et plus spécialement l'épisode 2) de Truth Seekers,  font allusion à une stations de nombres.
- L'épisode 42 de la série "Welcome to Night Vale" intitulé Numbers[9], évoque ces stations de nombres.